# Triangulum Australe
Triangulum Australe o el Triángulo Austral es una pequeña constelación austral cuyas tres estrellas más brillantes, de segunda y tercera magnitud, forman casi un triángulo equilátero. Esta constelación fue introducida por Johann Bayer en 1603.
Alpha Trianguli Australis, conocida como Atria, es una segunda magnitud naranja gigante y la estrella más brillante de la constelación, así como la 42.ª estrella más brillante del cielo nocturno. Completan el triángulo las dos estrellas de secuencia principal de tipo A Beta y Gamma Trianguli Australis. Aunque la constelación se encuentra en la Vía Láctea y contiene muchas estrellas, los  objetos del espacio profundo no son prominentes. Destaca el cúmulo abierto NGC 6025 y la nebulosa planetaria NGC 5979.
El Gran Atractor, el centro gravitacional del Supercúmulo de Laniakea que incluye la Vía Láctea, se encuentra entre Triangulum Australe y la constelación vecina Norma.
No debe ser confundida con la constelación boreal de Triangulum.

## Historia
El navegante italiano Américo Vespucio exploró el Nuevo Mundo a principios del siglo XVI. Aprendió a reconocer las estrellas del hemisferio sur e hizo un catálogo para su rey protector Manuel I de Portugal, hoy perdido. Además del catálogo, Vespucio escribió descripciones de las estrellas australes, incluido un triángulo que podría ser Triangulum Australe o Apus. Esto fue enviado a su mecenas en Florencia, Lorenzo de Pierfrancesco de Médici, y publicado como Mundus Novus en 1504. ¡La primera representación de la constelación fue proporcionada en 1589 por el astrónomo y clérigo flamenco Petrus Plancius en un 32 1⁄2-cm de diámetro globo celeste publicado en Ámsterdam por el cartógrafo holandés Jacob van Langren,<! -- cita las tres frases anteriores--> donde se llamaba Triangulus Antarcticus y se representaba incorrectamente al sur de Argo Navis. Su alumno Petrus Keyzer, junto con el explorador holandés Frederick de Houtman, acuñaron el nombre Den Zuyden Trianghel. Triangulum Australe fue representado con mayor precisión en el atlas celeste de Johann Bayer en 1603, donde también recibió su nombre actual.
Nicolas Louis de Lacaille representó las constelaciones de Norma, Circinus y Triangulum Australe como una escuadra y una regla, una brújula y un nivel de agrimensor respectivamente en un juego de instrumentos de delineante en su mapa de las estrellas australes de 1756. También representado como nivel de topógrafo, el alemán Johann Bode le dio el nombre alternativo de Libella en su Uranographia.
El poeta y escritor alemán Philippus Caesius vio las tres estrellas principales como la representación de los Tres Patriarcas, Abraham, Isaac y Jacob (con Atria como Abraham). El pueblo Wardaman del Territorio del Norte en Australia percibía las estrellas de Triangulum Australe como la cola de la Serpiente Arco Iris, que se extendía desde cerca de Crux hasta Scorpius. En octubre, la Serpiente Arco Iris "da un empujón al Relámpago" para provocar las lluvias de la estación húmeda en noviembre.

## Características destacables

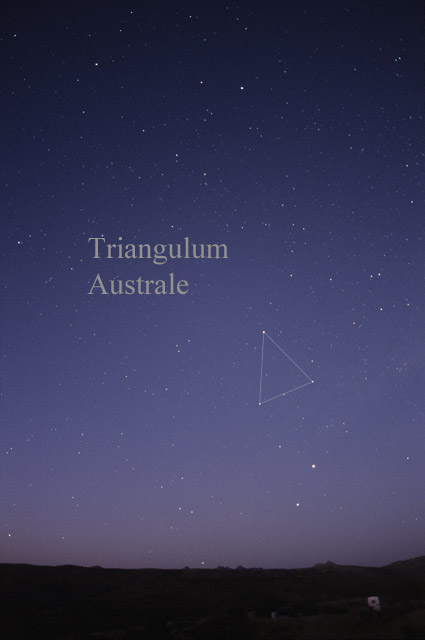
Constelación de Triangulum Australe, el triángulo del sur

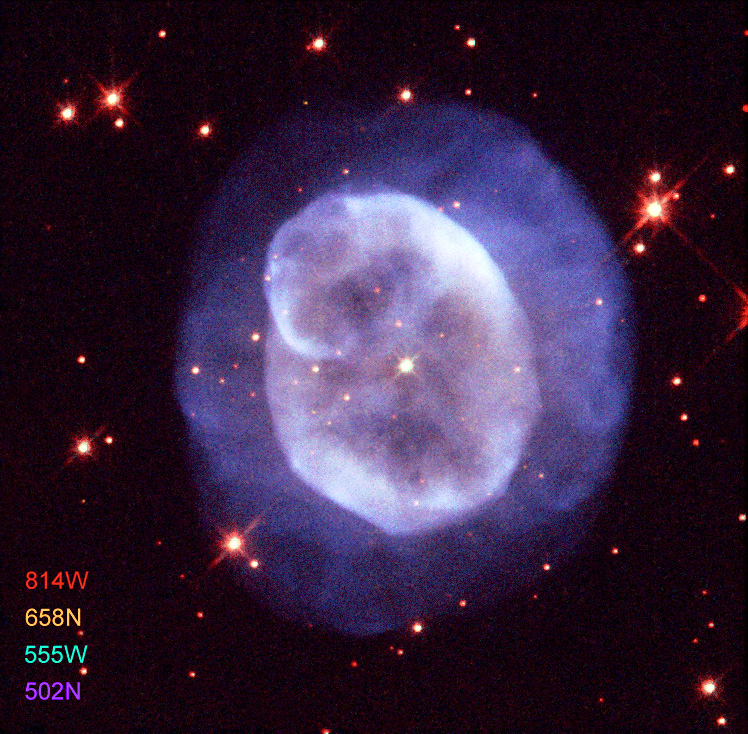
NGC 5979 (Créditos: ESA, ESO y NASA)

La estrella más brillante de la constelación, α Trianguli Australis, recibe el nombre de Atria. Es una gigante naranja de tipo espectral K2III cuyo radio es aproximadamente 130 veces más grande que el radio solar; si estuviera en el lugar del Sol su superficie quedaría cerca de la órbita de Venus. Existe evidencia de que Atria puede ser una estrella binaria, pues se han observado llamaradas estelares y una emisión de rayos X superior a la normal, lo que se explicaría por la presencia de una joven acompañante de tipo G0V con actividad magnética.
El siguiente astro más brillante, β Trianguli Australis, es una estrella de la secuencia principal de tipo F1V distante 40 años luz del sistema solar.
Por su parte, γ Trianguli Australis —tercera estrella que compone el triángulo de la constelación— es una estrella de tipo A1V con una temperatura efectiva de 10 060 K.
A una distancia de 39,5 años luz, ζ Trainguli Australis es una binaria espectroscópica con un período orbital de 12,98 días. La componente principal tiene tipo F9V y la componente secundaria probablemente es una enana roja.
Entre las variables de la constelación, R Trianguli Australis es una cefeida cuyo brillo oscila entre magnitud aparente +6,33 y +7,00 a lo largo de un período de 3,388 días, uno de los más cortos entre las variables de su clase. S Trianguli Australis es también una cefeida, pero con un período más largo de 6,324 días.
En cambio, X Trianguli Australis es una fría estrella de carbono —su temperatura superficial es de 2710 K— con un radio 400 veces más grande que el del Sol.
HD 147018 es una estrella de la secuencia principal amarillo-naranja de tipo espectral G9V en donde se han detectado dos planetas extrasolares. Sus respectivas masas mínimas son 2,12 y 6,56 veces mayores que la de Júpiter.
Entre los objetos del espacio profundo está NGC 6025, un cúmulo abierto distante unos 2400 años luz con una edad estimada entre 40 y 69 millones de años.
Por otra parte, NGC 5979 es una nebulosa planetaria de magnitud 12,10 distante unos 9000 años luz de la Tierra cuya estrella central es una caliente estrella de tipo O.

## Estrellas notables y con nombre propio
| BD | Nombres y otras designaciones   | Mag. | al distancia | Comentarios                                      |
| -- | ------------------------------- | ---- | ------------ | ------------------------------------------------ |
| α  | Alfa Trianguli Australis, Atria | 1,91 | 415          | - Atria derivado de Alpha Trianguli Australis    |
| β  | Beta Trianguli Australis        | 2,83 | 40,1         | - Estrella de la secuencia principal de tipo F1V |
| γ  | Gamma Trianguli Australis       | 2,87 | 183          | - Estrella blanca de tipo A1V                    |
| δ  | Delta Trianguli Australis       | 3,86 | 621          |                                                  |
| ε  | Épsilon Trianguli Australis     | 4,11 | 216          |                                                  |
| ζ  | Zeta Trianguli Australis        | 4,90 | 39,5         | - Binaria espectroscópica distante 39,5 años luz |
| κ  | Kappa Trianguli Australis       | 5,11 | > 2000       | - Supergigante amarilla                          |
|    | LP Trianguli Australis          | 5,18 | 627          | - Estrella variable Alfa2 Canum Venaticorum      |
| ι  | Iota Trianguli Australis        | 5,28 | 132          | - Estrella variable Gamma Doradus                |
| θ  | Theta Trianguli Australis       | 5,50 | 328          |                                                  |
|    | X Trianguli Australis           | 5,63 | 1170         | - Estrella de carbono                            |
| η  | Eta Trianguli Australis         | 5,89 | 690          |                                                  |
|    | R Trianguli Australis           | 6,74 | 1960         | - Variable cefeida de corto período (3,389 días) |

Fuente: The Bright Star Catalogue, 5th Revised Ed., The Hipparcos Catalogue, ESA SP-1200

## Lista de estrellas en Triangulum Australe
Esta es la lista de estrellas notables en la constelación Triangulum Australe, ordenadas por brillo decreciente.
| Nombre         | B  | Var | HD     | HIP   | RA                | Dec           | mag. ap. | mag. abs. | Dist. (al) | clasif. est. | Notas                                     |
| -------------- | -- | --- | ------ | ----- | ----------------- | ------------- | -------- | --------- | ---------- | ------------ | ----------------------------------------- |
| α TrA          | α  |     | 150798 | 82273 | 16 h 48 m 39.87 s | −69°01′39.5″  | 1.91     | −3.62     | 415        | K2IIb-IIIa   | Atria                                     |
| β TrA          | β  |     | 141891 | 77952 | 15 h 55 m 08.81 s | −63°25′47.1″  | 2.83     | 2.38      | 40         | F2III        | Betria                                    |
| γ TrA          | γ  |     | 135382 | 74946 | 15 h 18 m 54.69 s | −68°40′46.1″  | 2.87     | −0.87     | 183        | A1V          | Gatria                                    |
| δ TrA          | δ  |     | 145544 | 79664 | 16 h 15 m 26.27 s | −63°41′08.3″  | 3.86     | −2.54     | 621        | G5II         |                                           |
| ε TrA          | ε  |     | 138538 | 76440 | 15 h 36 m 43.19 s | −66°19′00.9″  | 4.11     | 0.00      | 216        | K0III        |                                           |
| ζ TrA          | ζ  |     | 147584 | 80686 | 16 h 28 m 27.80 s | −70°05′04.8″  | 4.90     | 4.49      | 39         | F9V          |                                           |
| LP TrA         |    | LP  | 150549 | 82129 | 16 h 46 m 40.01 s | −67°06′34.8″  | 5.10     | −1.32     | 626        | A0II-IIIp    | α² CVn variable                           |
| κ TrA          | κ  |     | 141767 | 77982 | 15 h 55 m 29.61 s | −68°36′10.8″  | 5.11     | −4.70     | 2991       | G6IIa        | semiregular variable                      |
| HD 148291      |    |     | 148291 | 80874 | 16 h 30 m 49.37 s | −61°38′00.5″  | 5.19     | −1.37     | 669        | K0II/IIICN.  |                                           |
| ι TrA          | ι  |     | 147787 | 80645 | 16 h 27 m 57.27 s | −64°03′28.8″  | 5.28     | 2.25      | 132        | F4IV         | γ Dor variable, estrella triple           |
| θ TrA          | θ  |     | 148890 | 81252 | 16 h 35 m 44.77 s | −65°29′43.2″  | 5.50     | 0.49      | 328        | G8/K0III     |                                           |
| HD 140483      |    |     | 140483 | 77390 | 15 h 47 m 53.10 s | −65°26′31.9″  | 5.54     | 0.06      | 406        | A5           |                                           |
| LX TrA         |    | LX  | 137066 | 75665 | 15 h 27 m 33.10 s | −64°31′53.2″  | 5.71     | −0.88     | 679        | K5/M0III     | semiregular variable                      |
| HD 142514      |    |     | 142514 | 78279 | 15 h 58 m 58.16 s | −65°02′15.2″  | 5.74     | −1.08     | 753        | B7III        |                                           |
| X TrA          |    | X   | 134453 | 74582 | 15 h 14 m 19.17 s | −70°04′46.0″  | 5.75     | −2.56     | 1495       | N0v          | semiregular variable                      |
| HD 133683      |    |     | 133683 | 74184 | 15 h 09 m 29.92 s | −67°05′02.9″  | 5.76     | −5.58     | 6037       | F8Iab-Ib     |                                           |
| HD 142139      |    |     | 142139 | 78045 | 15 h 56 m 05.96 s | −60°28′56.3″  | 5.76     | 1.66      | 215        | A3V          |                                           |
| MX TrA         |    | MX  | 152564 | 83150 | 16 h 59 m 33.98 s | −69°16′05.3″  | 5.79     | −1.60     | 982        | Ap Si        | α² CVn variable                           |
| HD 136672      |    |     | 136672 | 75565 | 15 h 26 m 14.53 s | −68°18′33.1″  | 5.89     | 0.84      | 334        | K0III        |                                           |
| η1 TrA         | η1 |     | 149671 | 81710 | 16 h 41 m 23.13 s | −68°17′45.9″  | 5.89     | −0.73     | 688        | B7IV         |                                           |
| HD 145689      |    |     | 145689 | 79797 | 16 h 17 m 05.48 s | −67°56′27.9″  | 5.95     | 2.24      | 180        | A4V          | sospechoso variable                       |
| HD 150026      |    |     | 150026 | 81873 | 16 h 43 m 22.11 s | −67°25′56.3″  | 6.02     | 1.17      | 305        | A0Vn         | sospechoso variable                       |
| HD 151441      |    |     | 151441 | 82517 | 16 h 51 m 53.88 s | −65°22′31.5″  | 6.12     | −1.20     | 948        | B8II/III     |                                           |
| HD 141913      |    |     | 141913 | 77927 | 15 h 54 m 52.64 s | −60°44′37.1″  | 6.14     | −2.45     | 1707       | B9II         | sospechoso variable                       |
| HD 147349      |    |     | 147349 | 80455 | 16 h 25 m 22.15 s | −63°07′30.9″  | 6.14     | 0.55      | 428        | A1V          |                                           |
| HD 133456      |    |     | 133456 | 74047 | 15 h 07 m 56.75 s | −65°16′31.6″  | 6.18     | −0.75     | 793        | K3III        | 34 G. Cir                                 |
| HD 141585      |    |     | 141585 | 77817 | 15 h 53 m 22.94 s | −62°36′23.6″  | 6.22     | −0.19     | 623        | K3III        | sospechoso variable                       |
| HD 150097      |    |     | 150097 | 81823 | 16 h 42 m 48.42 s | −62°33′14.1″  | 6.23     | −2.04     | 1468       | K3III        |                                           |
| HD 143238      |    |     | 143238 | 78603 | 16 h 02 m 52.53 s | −62°32′29.5″  | 6.25     | 1.17      | 339        | B9.5V        |                                           |
| HD 135737      |    |     | 135737 | 75091 | 15 h 20 m 40.56 s | −67°28′53.4″  | 6.27     | −1.66     | 1254       | B3V          | sospechoso variable                       |
| HD 151404      |    |     | 151404 | 82539 | 16 h 52 m 17.78 s | −67°40′53.4″  | 6.33     | 1.01      | 377        | K2III        |                                           |
| R TrA          |    | R   | 135592 | 75018 | 15 h 19 m 45.71 s | −66°29′45.7″  | 6.39     |           | 3500       | F7Ib/II      | Cepheid variable                          |
| S TrA          |    | S   | 142941 | 78476 | 16 h 01 m 10.72 s | −63°46′35.5″  | 6.42     | −2.57     | 2050       | F8II         | Cepheid variable                          |
| HD 138965      |    |     | 138965 | 76736 | 15 h 40 m 11.63 s | −70°13′39.9″  | 6.45     | 2.01      | 252        | A5V          |                                           |
| HD 153389      |    |     | 153389 | 83556 | 17 h 04 m 33.70 s | −68°16′43.1″  | 6.47     | −1.46     | 1254       | M3/M4III     | sospechoso irregular variable             |
| HD 144481      |    |     | 144481 | 79208 | 16 h 09 m 59.19 s | −62°58′01.2″  | 6.50     | 1.41      | 340        | A3m...       |                                           |
| U TrA          |    | U   | 143999 | 78978 | 16 h 07 m 09.01 s | −62°54′38.0″  | 7.89     |           | 3130       | F8Ib/II      | Cepheid variable                          |
| HD 147018      |    |     | 147018 | 80250 | 16 h 23 m 00.15 s | −61°41′19.5″  | 8.37     | 5.22      | 139        | G9V          | has two planets (b & c)                   |
| RT TrA         |    | RT  |        | 81157 | 16 h 34 m 30.89 s | −63°08′00.8″  | 9.70     |           | 2590       | G2Ib-II:     | W Virginis variable                       |
| WR 71          |    | LT  | 143414 | 78689 | 16 h 03 m 49.34 s | −62°41′36.0″  | 10.10    |           | 2940       | WN6w         | Wolf–Rayet star                           |
| EK TrA         |    | EK  |        |       | 15 h 14 m 01.47 s | −65°05′32.1″  | 10.40    |           |            |              | SU Ursae Majoris variable                 |
| HD 141969      |    | MM  | 141969 | 78034 | 15 h 56 m 01.69 s | −66°09′09.2″  | 11.00    |           | 3500       | BC0Ibe       | central star of planetary nebula He 2-138 |
| KX TrA         |    | KX  |        |       | 16 h 44 m 35.47 s | −62°37′14.08″ | 11.38    |           |            | M6           | Z Andromedae variable                     |
| 4U 1626-67     |    | KZ  |        |       | 16 h 32 m 16.8 s  | −67°27′43″    | 18.50    |           |            |              | Low-mass X-ray binary                     |
| X1556-605      |    | LU  |        |       | 16 h 01 m 02.3 s  | −60°44′18″    | 18.60    |           |            |              | Low-mass X-ray binary                     |
| TrA X-1        |    | KY  |        |       | 15 h 28 m 17.2 s  | −61°52′58″    |          |           |            |              | Low-mass X-ray binary                     |
| WISE 1639-6847 |    |     |        |       | 16 h 39 m 40.83 s | −68°47′38.6″  |          |           | 16         | Y            | brown dwarf                               |

## Objetos de cielo profundo
- NGC 5979, nebulosa planetaria de magnitud 12,10.
- NGC 6025, cúmulo abierto con unas 30 estrellas entre séptima y novena magnitud.

## Mitología
Dado que fue introducida en el siglo XVIII, no tiene mitologías relacionadas.